# Bernardo Maria Conti
Bernardo Maria Conti OSB (29 de março 1664 – 23 de abril de 1730) foi um cardeal italiano da Igreja Católica Romana. Ele era irmão do Papa Inocêncio XIII.

## Vida
A família Conti deu à Igreja os Papas Inocêncio III, Gregório IX e Alexandre IV; Bernardo Maria era irmão do Papa Inocêncio XIII. Sobrinho-neto do Cardeal Carlo Conti (1604). Sobrinho do Cardeal Giannicolò Conti (1664). Tio-avô do Cardeal Bartolomeo Ruspoli (1730) por parte de sua mãe. Outros cardeais da família foram Giovanni dei conti di Segni (1200); Ottaviano dei conti di Segni (1205); Lucido Conti (1411) (pseudocardeal); João Conti (1483); e Francesco Conti (1517).
Entrou na Ordem de São Bento Cassinese em 1680, no mosteiro de S. Paolo fuori le mura, Roma. Ordenado ao sacerdócio em 21 de dezembro de 1689. Abade do mosteiro de S. Maria di Gangi, Sicília. Abade do mosteiro de S. Maria di Farfa, Roma. Visitador das províncias beneditinas de Roma, Etrúria e Nápoles.
Eleito bispo de Terracina em 1 de dezembro de 1710. Consagrado em 4 de janeiro de 1711, em Roma, pelo Cardeal Michelangelo Conti. Assistente no Trono Pontifício, 1 de janeiro de 1711. Renunciou ao governo da sé por motivos de saúde em 3 de junho de 1720 e retirou-se para a casa do duque de Poli, seu irmão.
Criado cardeal-presbítero no consistório de 16 de junho de 1721, recebendo o chapéu vermelho e o título de S. Bernardo alle Terme. Grande penitenciário, 3 de agosto de 1721 até sua morte. Protetor da Ordem de São Bento Cassinês. Ele frequentemente passava um tempo no monastério de S. Paolo fuori le mura. Teve uma apoplexia em 1723, que o deixou parcialmente paralisado. Participou do conclave de 1724, que elegeu o Papa Bento XIII. Abade commendatario de S. Maria de Mentorella de 1724. Entrou no conclave de 1730, que elegeu o Papa Clemente XII; morreu durante sua celebração.
Cardeal Conti faleceu em 23 de abril de 1730, Roma; teve uma apoplexia no conclave às 13h e morreu, após placida agonia, naquele mesmo dia às 17h30, tendo recebido a extrema-unção. Exposto na igreja de S. Maria in Via, Roma, onde o funeral ocorreu sem a participação dos cardeais que estavam no conclave. Transferido para Tivoli e enterrado na igreja da Madonna della Mentorella, no jurispatronato da Casa de Conti, de acordo com seu testamento.